# Alfa Apodis
Alfa Apodis (α Aps) – najjaśniejsza gwiazda w gwiazdozbiorze Ptaka Rajskiego, znajdująca się w odległości około 447 lat świetlnych od Ziemi.

## Nazwa
Nazwa własna gwiazdy, Paradys, pochodzi od alternatywnej niderlandzkiej nazwy dla konstelacji Ptaka Rajskiego, Paradys-vogel (z 1598 roku). Międzynarodowa Unia Astronomiczna w 2025 formalnie zatwierdziła użycie nazwy Paradys dla określenia tej gwiazdy.

## Charakterystyka
Alfa Apodis to pomarańczowy olbrzym należący do typu widmowego K. Gwieździe tej poświęcono stosunkowo mało badań. Jest to olbrzym prowadzący syntezę helu w węgiel w jądrze, o masie od 4 do 5 M☉, która rozpoczęła życie jako gorąca białoniebieska gwiazda typu widmowego B. W przyszłości gwiazda odrzuci otoczkę i stanie się białym karłem o masie około 0,8 M☉.